# Victor Golovatenco
Victor Golovatenco (ur. 28 kwietnia 1984) – mołdawski piłkarz występujący na pozycji obrońcy, obecnie zawodnik Sibiru Nowosybirsk i reprezentant Mołdawii.